# Maxi Rodríguez
Maximiliano Rubén Rodríguez, detto Maxi (Rosario, 2 gennaio 1981), è un ex calciatore argentino, di ruolo centrocampista. Con la nazionale argentina si è laureato vicecampione del Mondo nel 2014.

## Caratteristiche tecniche
Soprannominato La Fiera, veniva spesso schierato come ala.

## Carriera

### Club
Cresciuto nelle giovanili del Newell's Old Boys, gioca nel campionato argentino per tre stagioni prima di trasferirsi nel 2002 in Spagna all'Espanyol.
Esordisce con la squadra di Barcellona il 2 settembre 2002 nella partita contro il Real Madrid. Nella sua terza stagione nella Liga (2004-2005) gioca 37 partite segnando 15 reti.
Nel 2005 si trasferisce all'Atletico Madrid per 12 milioni di euro. Nella prima stagione l'argentino mette a segno 10 reti in 29 presenze, mentre la stagione successiva, la 2006/2007, subisce un grave infortunio che lo tiene fuori dai campi per la prima parte dell'anno, e per questo scende in campo in soli 10 occasioni.
Il 10 novembre 2009, nella partita contro il Marbella valida per i trentaduesimi di finale di Coppa del Re, mette a segno 4 dei 6 gol che portano a casa la vittoria.
Il 13 gennaio 2010 passa al Liverpool a titolo definitivo, scegliendo come numero di maglia il 17. Esordisce con la nuova squadra il 17 gennaio entrando nel secondo tempo della partita contro lo Stoke City. Il 23 aprile 2011 segna una tripletta nella partita vinta per 5-0 contro il Birmingham in campionato.
Il 13 luglio 2012 lascia il Liverpool per tornare in patria al Newell's Old Boys.

### Nazionale

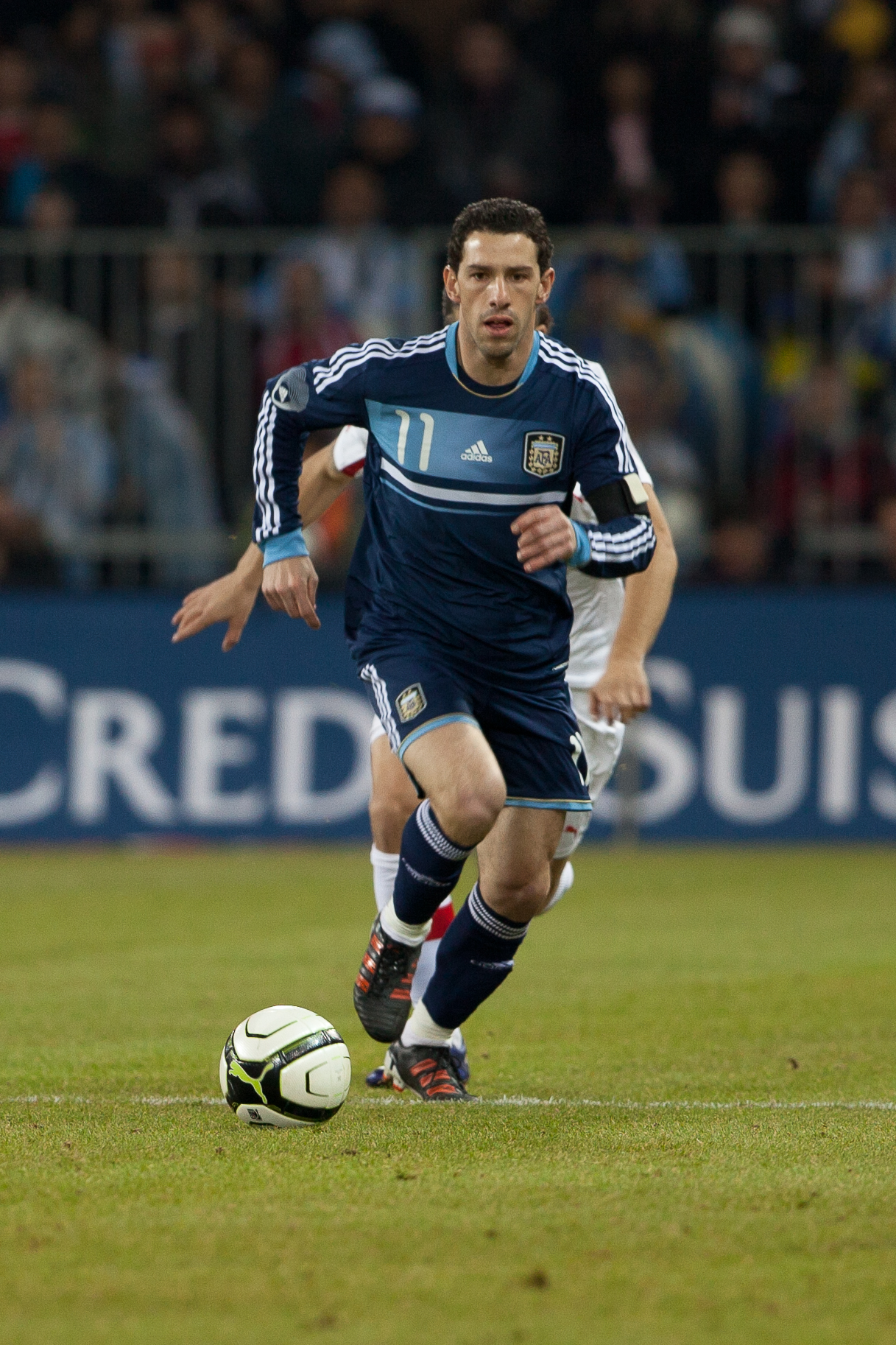
Maxi Rodríguez con la maglia della nazionale argentina nel 2012

Nel 2001 ha vinto il Campionato del Mondo con la nazionale Under-20. Ha esordito in nazionale maggiore l'8 giugno 2003 nella partita vinta per 4-1 contro il Giappone.
Nel 2006 ha fatto parte della spedizione argentina ai mondiali 2006 in Germania, realizzando due reti contro la Serbia e Montenegro nella prima partita della fase a gironi, e una rete negli ottavi di finale contro il Messico.
Prende parte anche ai mondiali sudafricani del 2010, durante i quali disputa, da titolare, tutte le cinque partite dell’Argentina, eliminata ai quarti di finale contro la Germania.
Nel giugno 2014, il CT Sabella lo inserisce nella lista dei 23 che prenderanno parte ai mondiali brasiliani del 2014. Inizia da titolare la prima gara della competizione contro la Bosnia-Erzegovina al Maracanã, venendo poi sostituito da Gonzalo Higuaín a fine primo tempo. Ritorna in campo solo nella semifinale contro l'Olanda, realizzando il calcio di rigore decisivo che porta l'Albiceleste in finale dopo 24 anni. L'Argentina arriva in finale, ma viene sconfitta 1-0 dalla Germania.
Al termine della competizione continentale esce dal giro della nazionale, concludendo di fatto la sua esperienza con l’Albiceleste dopo 57 presenze e 16 gol fatti.

## Statistiche

### Presenze e reti nei club
Statistiche aggiornate al 7 dicembre 2021.
| Stagione                 | Squadra                  | Campionato               | Campionato | Campionato | Coppa nazionale | Coppa nazionale | Coppa nazionale | Coppe europee | Coppe europee | Coppe europee | Altre coppe | Altre coppe | Altre coppe | Totale | Totale |
| Stagione                 | Squadra                  | Comp                     | Pres       | Reti       | Comp            | Pres            | Reti            | Comp          | Pres          | Reti          | Comp        | Pres        | Reti        | Pres   | Reti   |
| ------------------------ | ------------------------ | ------------------------ | ---------- | ---------- | --------------- | --------------- | --------------- | ------------- | ------------- | ------------- | ----------- | ----------- | ----------- | ------ | ------ |
| 1999-2000                | Newell's Old Boys        | PD                       | 6          | 0          | -               | -               | -               | -             | -             | -             | -           | -           | -           | 6      | 0      |
| 2000-2001                | Newell's Old Boys        | PD                       | 18         | 5          | -               | -               | -               | -             | -             | -             | -           | -           | -           | 18     | 5      |
| 2001-2002                | Newell's Old Boys        | PD                       | 33         | 15         | -               | -               | -               | -             | -             | -             | -           | -           | -           | 33     | 15     |
| 2002-2003                | Espanyol                 | PD                       | 37         | 7          | CR              | 1               | 0               | -             | -             | -             | -           | -           | -           | 38     | 7      |
| 2003-2004                | Espanyol                 | PD                       | 37         | 4          | CR              | 1               | 0               | -             | -             | -             | -           | -           | -           | 38     | 4      |
| 2004-2005                | Espanyol                 | PD                       | 37         | 15         | CR              | -               | -               | -             | -             | -             | -           | -           | -           | 37     | 15     |
| Totale Espanyol          | Totale Espanyol          | Totale Espanyol          | 111        | 26         |                 | 2               | 0               |               |               |               |             |             |             | 113    | 26     |
| 2005-2006                | Atletico Madrid          | PD                       | 29         | 10         | CR              | 4               | 1               | -             | -             | -             | -           | -           | -           | 33     | 11     |
| 2006-2007                | Atletico Madrid          | PD                       | 10         | 6          | CR              | -               | -               | -             | -             | -             | -           | -           | -           | 10     | 6      |
| 2007-2008                | Atletico Madrid          | PD                       | 35         | 8          | CR              | 3               | 0               | IC+CU         | 2+8           | 0+2           | -           | -           | -           | 48     | 10     |
| 2008-2009                | Atletico Madrid          | PD                       | 33         | 6          | CR              | 2               | 0               | UCL           | 8             | 4             | -           | -           | -           | 43     | 10     |
| 2009-gen. 2010           | Atletico Madrid          | PD                       | 14         | 2          | CR              | 2               | 5               | UCL           | 8             | 1             | -           | -           | -           | 24     | 8      |
| Totale Atletico Madrid   | Totale Atletico Madrid   | Totale Atletico Madrid   | 121        | 32         |                 | 11              | 6               |               | 26            | 7             |             |             |             | 158    | 45     |
| gen.-giu. 2010           | Liverpool                | PL                       | 17         | 1          | FACup+CdL       | 0+0             | 0+0             | UEL           | 0             | 0             | -           | -           | -           | 17     | 1      |
| 2010-2011                | Liverpool                | PL                       | 28         | 10         | FACup+CdL       | 1+0             | 0+0             | UEL           | 6             | 0             | -           | -           | -           | 35     | 10     |
| 2011-2012                | Liverpool                | PL                       | 12         | 4          | FACup+CdL       | 5+4             | 0+2             | -             | -             | -             |             | -           | -           | 21     | 6      |
| Totale Liverpool         | Totale Liverpool         | Totale Liverpool         | 57         | 15         |                 | 10              | 2               |               | 6             | 0             |             |             |             | 73     | 17     |
| 2012-2013                | Newell's Old Boys        | PD                       | 27+1       | 5+0        | CA              | 1               | 0               | CL            | 11            | 3             |             | -           | -           | 39     | 8      |
| 2013-2014                | Newell's Old Boys        | PD                       | 22         | 9          | CA              | 0               | 0               | CL            | 5             | 2             |             | -           | -           | 27     | 11     |
| 2014                     | Newell's Old Boys        | PD                       | 17         | 11         | CA              | 1               | 0               | -             | -             | -             |             | -           | -           | 18     | 11     |
| 2015                     | Newell's Old Boys        | PD                       | 28+1       | 10+0       | CA              | -               | -               | -             | -             | -             |             | -           | -           | 29     | 10     |
| 2016                     | Newell's Old Boys        | PD                       | 16         | 4          | CA              | 2               | 3               | -             | -             | -             |             | -           | -           | 18     | 7      |
| 2016-2017                | Newell's Old Boys        | PD                       | 26         | 9          | CA              | -               | -               | -             | -             | -             |             | -           | -           | 26     | 9      |
| ago.2017-                | Peñarol                  | PDU                      | 13+2       | 6+0        | -               | -               | -               |               | -             | -             | -           | -           | -           | 15     | 6      |
| 2018                     | Peñarol                  | PDU                      | 27+1       | 8+0        |                 | -               | -               | CL+CS         | 4+1           | 0+0           | SU          | 1           | 1           | 34     | 9      |
| Totale Peñarol           | Totale Peñarol           | Totale Peñarol           | 40+3       | 14+0       |                 | -               | -               |               | 5             | 0             |             | 1           | 1           | 49     | 15     |
| gen.2019-                | Newell's Old Boys        | PD                       | 7          | 3          | CA+CdS          | 1+2             | 0+2             | -             | -             | -             |             | -           | -           | 10     | 5      |
| 2019-2020                | Newell's Old Boys        | PD                       | 23         | 6          | CA+CdS          | 0+1             | 0+0             | -             | -             | -             |             | -           | -           | 24     | 6      |
| 2020-2021                | Newell's Old Boys        |                          | -          | -          | CA+CLA+CLA      | 1+11+13         | 0+3+2           | CS            | 3             | 1             |             | -           | -           | 28     | 6      |
| 2021                     | Newell's Old Boys        | PD                       | 8          | 1          |                 | -               | -               |               | -             | -             |             | -           | -           | 8      | 1      |
| Totale Newell's Old Boys | Totale Newell's Old Boys | Totale Newell's Old Boys | 231+2      | 78+0       |                 | 33              | 10              |               | 19            | 6             |             | -           | -           | 285    | 94     |
| Totale carriera          | Totale carriera          | Totale carriera          | 565        | 165        |                 | 56              | 18              |               | 56            | 13            |             | 1           | 1           | 678    | 197    |

### Cronologia presenze e reti in nazionale
| Cronologia completa delle presenze e delle reti in nazionale ― Argentina | Cronologia completa delle presenze e delle reti in nazionale ― Argentina | Cronologia completa delle presenze e delle reti in nazionale ― Argentina | Cronologia completa delle presenze e delle reti in nazionale ― Argentina | Cronologia completa delle presenze e delle reti in nazionale ― Argentina | Cronologia completa delle presenze e delle reti in nazionale ― Argentina | Cronologia completa delle presenze e delle reti in nazionale ― Argentina | Cronologia completa delle presenze e delle reti in nazionale ― Argentina |
| Data                                                                     | Città                                                                    | In casa                                                                  | Risultato                                                                | Ospiti                                                                   | Competizione                                                             | Reti                                                                     | Note                                                                     |
| ------------------------------------------------------------------------ | ------------------------------------------------------------------------ | ------------------------------------------------------------------------ | ------------------------------------------------------------------------ | ------------------------------------------------------------------------ | ------------------------------------------------------------------------ | ------------------------------------------------------------------------ | ------------------------------------------------------------------------ |
| 8-6-2003                                                                 | Osaka                                                                    | Giappone                                                                 | 1 – 4                                                                    | Argentina                                                                | Kirin Cup                                                                | 1                                                                        | 75’                                                                      |
| 11-6-2003                                                                | Seul                                                                     | Corea del Sud                                                            | 0 – 1                                                                    | Argentina                                                                | Amichevole                                                               | -                                                                        | 34’                                                                      |
| 18-8-2004                                                                | Shizuoka                                                                 | Giappone                                                                 | 1 – 2                                                                    | Argentina                                                                | Amichevole                                                               | -                                                                        | 60’                                                                      |
| 9-10-2004                                                                | Buenos Aires                                                             | Argentina                                                                | 4 – 2                                                                    | Uruguay                                                                  | Qual. Mondiali 2006                                                      | -                                                                        | 68’                                                                      |
| 9-2-2005                                                                 | Düsseldorf                                                               | Germania                                                                 | 2 – 2                                                                    | Argentina                                                                | Amichevole                                                               | -                                                                        | 46’                                                                      |
| 26-3-2005                                                                | La Paz                                                                   | Bolivia                                                                  | 1 – 2                                                                    | Argentina                                                                | Qual. Mondiali 2006                                                      | -                                                                        | 63’                                                                      |
| 4-6-2005                                                                 | Quito                                                                    | Ecuador                                                                  | 2 – 0                                                                    | Argentina                                                                | Qual. Mondiali 2006                                                      | -                                                                        |                                                                          |
| 15-6-2005                                                                | Colonia                                                                  | Argentina                                                                | 2 – 1                                                                    | Tunisia                                                                  | Conf. Cup 2005 - 1º turno                                                | -                                                                        |                                                                          |
| 26-6-2005                                                                | Hannover                                                                 | Messico                                                                  | 1 – 1 dts (5 – 6 dtr)                                                    | Argentina                                                                | Conf. Cup 2005 - Semifinale                                              | -                                                                        | 66’                                                                      |
| 17-8-2005                                                                | Budapest                                                                 | Ungheria                                                                 | 1 – 2                                                                    | Argentina                                                                | Amichevole                                                               | 1                                                                        | 52’                                                                      |
| 12-11-2005                                                               | Ginevra                                                                  | Argentina                                                                | 2 – 3                                                                    | Inghilterra                                                              | Amichevole                                                               | -                                                                        | 80’                                                                      |
| 16-11-2005                                                               | Doha                                                                     | Qatar                                                                    | 0 – 3                                                                    | Argentina                                                                | Amichevole                                                               | -                                                                        |                                                                          |
| 30-5-2006                                                                | Salerno                                                                  | Argentina                                                                | 2 – 0                                                                    | Angola                                                                   | Amichevole                                                               | 1                                                                        | 76’                                                                      |
| 10-6-2006                                                                | Amburgo                                                                  | Argentina                                                                | 2 – 1                                                                    | Costa d'Avorio                                                           | Mondiali 2006 - 1º turno                                                 | -                                                                        |                                                                          |
| 16-6-2006                                                                | Gelsenkirchen                                                            | Argentina                                                                | 6 – 0                                                                    | Serbia e Montenegro                                                      | Mondiali 2006 - 1º turno                                                 | 2                                                                        | 75’                                                                      |
| 21-6-2006                                                                | Francoforte sul Meno                                                     | Paesi Bassi                                                              | 0 – 0                                                                    | Argentina                                                                | Mondiali 2006 - 1º turno                                                 | -                                                                        |                                                                          |
| 24-6-2006                                                                | Lipsia                                                                   | Argentina                                                                | 2 – 1 dts                                                                | Messico                                                                  | Mondiali 2006 - Ottavi di finale                                         | 1                                                                        |                                                                          |
| 30-6-2006                                                                | Berlino                                                                  | Germania                                                                 | 1 – 1 dts (4 – 2 dtr)                                                    | Argentina                                                                | Mondiali 2006 - Quarti di finale                                         | -                                                                        | 88’                                                                      |
| 11-10-2006                                                               | Murcia                                                                   | Spagna                                                                   | 2 – 1                                                                    | Argentina                                                                | Amichevole                                                               | -                                                                        | 16’                                                                      |
| 22-8-2007                                                                | Oslo                                                                     | Norvegia                                                                 | 2 – 1                                                                    | Argentina                                                                | Amichevole                                                               | 1                                                                        |                                                                          |
| 13-10-2007                                                               | Buenos Aires                                                             | Argentina                                                                | 2 – 0                                                                    | Cile                                                                     | Qual. Mondiali 2010                                                      | -                                                                        | 42’ 68’                                                                  |
| 17-11-2007                                                               | Buenos Aires                                                             | Argentina                                                                | 3 – 0                                                                    | Bolivia                                                                  | Qual. Mondiali 2010                                                      | -                                                                        | 75’                                                                      |
| 21-11-2007                                                               | Bogotà                                                                   | Colombia                                                                 | 2 – 1                                                                    | Argentina                                                                | Qual. Mondiali 2010                                                      | -                                                                        | 74’                                                                      |
| 26-3-2008                                                                | Il Cairo                                                                 | Egitto                                                                   | 0 – 2                                                                    | Argentina                                                                | Amichevole                                                               | -                                                                        | 83’                                                                      |
| 5-6-2008                                                                 | San Diego                                                                | Messico                                                                  | 1 – 4                                                                    | Argentina                                                                | Amichevole                                                               | 1                                                                        | 73’                                                                      |
| 8-6-2008                                                                 | New York                                                                 | Stati Uniti                                                              | 0 – 0                                                                    | Argentina                                                                | Amichevole                                                               | -                                                                        | 74’                                                                      |
| 15-6-2008                                                                | Buenos Aires                                                             | Argentina                                                                | 1 – 1                                                                    | Ecuador                                                                  | Qual. Mondiali 2010                                                      | -                                                                        | 46’                                                                      |
| 19-11-2008                                                               | Glasgow                                                                  | Scozia                                                                   | 0 – 1                                                                    | Argentina                                                                | Amichevole                                                               | 1                                                                        | 90’                                                                      |
| 11-2-2009                                                                | Marsiglia                                                                | Francia                                                                  | 0 – 2                                                                    | Argentina                                                                | Amichevole                                                               | -                                                                        | 59’ 81’                                                                  |
| 28-3-2009                                                                | Buenos Aires                                                             | Argentina                                                                | 4 – 0                                                                    | Venezuela                                                                | Qual. Mondiali 2010                                                      | 1                                                                        | 73’                                                                      |
| 1-4-2009                                                                 | La Paz                                                                   | Bolivia                                                                  | 6 – 1                                                                    | Argentina                                                                | Qual. Mondiali 2010                                                      | -                                                                        | 56’                                                                      |
| 10-6-2009                                                                | Quito                                                                    | Ecuador                                                                  | 2 – 0                                                                    | Argentina                                                                | Qual. Mondiali 2010                                                      | -                                                                        |                                                                          |
| 12-8-2009                                                                | Mosca                                                                    | Russia                                                                   | 2 – 3                                                                    | Argentina                                                                | Amichevole                                                               | -                                                                        | 58’                                                                      |
| 5-9-2009                                                                 | Rosario                                                                  | Argentina                                                                | 1 – 3                                                                    | Brasile                                                                  | Qual. Mondiali 2010                                                      | -                                                                        | 46’                                                                      |
| 14-11-2009                                                               | Madrid                                                                   | Spagna                                                                   | 2 – 1                                                                    | Argentina                                                                | Amichevole                                                               | -                                                                        | 84’                                                                      |
| 24-5-2010                                                                | Buenos Aires                                                             | Argentina                                                                | 5 – 0                                                                    | Canada                                                                   | Amichevole                                                               | 2                                                                        | 46’                                                                      |
| 12-6-2010                                                                | Johannesburg                                                             | Argentina                                                                | 1 – 0                                                                    | Nigeria                                                                  | Mondiali 2010 - 1º turno                                                 | -                                                                        | 74’                                                                      |
| 17-6-2010                                                                | Johannesburg                                                             | Argentina                                                                | 4 – 1                                                                    | Corea del Sud                                                            | Mondiali 2010 - 1º turno                                                 | -                                                                        |                                                                          |
| 22-6-2010                                                                | Polokwane                                                                | Grecia                                                                   | 0 – 2                                                                    | Argentina                                                                | Mondiali 2010 - 1º turno                                                 | -                                                                        | 63’                                                                      |
| 27-6-2010                                                                | Johannesburg                                                             | Argentina                                                                | 3 – 1                                                                    | Messico                                                                  | Mondiali 2010 - Ottavi di finale                                         | -                                                                        | 87’                                                                      |
| 3-7-2010                                                                 | Città del Capo                                                           | Argentina                                                                | 0 – 4                                                                    | Germania                                                                 | Mondiali 2010 - Quarti di finale                                         | -                                                                        |                                                                          |
| 29-2-2012                                                                | Berna                                                                    | Svizzera                                                                 | 1 – 3                                                                    | Argentina                                                                | Amichevole                                                               | -                                                                        | 70’                                                                      |
| 2-6-2012                                                                 | Buenos Aires                                                             | Argentina                                                                | 4 – 0                                                                    | Ecuador                                                                  | Qual. Mondiali 2014                                                      | -                                                                        | 82’                                                                      |
| 11-9-2012                                                                | Lima                                                                     | Perù                                                                     | 1 – 1                                                                    | Argentina                                                                | Qual. Mondiali 2014                                                      | -                                                                        | 90’                                                                      |
| 20-9-2012                                                                | Goiânia                                                                  | Brasile                                                                  | 2 – 1                                                                    | Argentina                                                                | Amichevole                                                               | -                                                                        |                                                                          |
| 22-3-2013                                                                | Buenos Aires                                                             | Argentina                                                                | 3 – 0                                                                    | Venezuela                                                                | Qual. Mondiali 2014                                                      | -                                                                        | 84’                                                                      |
| 14-8-2013                                                                | Roma                                                                     | Italia                                                                   | 1 – 2                                                                    | Argentina                                                                | Amichevole                                                               | -                                                                        | 75’                                                                      |
| 10-9-2013                                                                | Asunción                                                                 | Paraguay                                                                 | 2 – 5                                                                    | Argentina                                                                | Qual. Mondiali 2014                                                      | 1                                                                        | 86’                                                                      |
| 11-10-2013                                                               | Buenos Aires                                                             | Argentina                                                                | 3 – 1                                                                    | Perù                                                                     | Qual. Mondiali 2014                                                      | -                                                                        | 87’                                                                      |
| 15-10-2013                                                               | Montevideo                                                               | Uruguay                                                                  | 3 – 2                                                                    | Argentina                                                                | Qual. Mondiali 2014                                                      | 2                                                                        |                                                                          |
| 15-11-2013                                                               | East Rutherford                                                          | Ecuador                                                                  | 0 – 0                                                                    | Argentina                                                                | Amichevole                                                               | -                                                                        | 79’                                                                      |
| 18-11-2013                                                               | Saint Louis                                                              | Argentina                                                                | 2 – 0                                                                    | Bosnia ed Erzegovina                                                     | Amichevole                                                               | -                                                                        | 72’                                                                      |
| 5-3-2014                                                                 | Bucarest                                                                 | Romania                                                                  | 0 – 0                                                                    | Argentina                                                                | Amichevole                                                               | -                                                                        | 90’                                                                      |
| 4-6-2014                                                                 | Buenos Aires                                                             | Argentina                                                                | 3 – 0                                                                    | Trinidad e Tobago                                                        | Amichevole                                                               | 1                                                                        | 56’                                                                      |
| 7-6-2014                                                                 | La Plata                                                                 | Argentina                                                                | 2 – 0                                                                    | Slovenia                                                                 | Amichevole                                                               | -                                                                        | 58’                                                                      |
| 15-6-2014                                                                | Rio de Janeiro                                                           | Argentina                                                                | 2 – 1                                                                    | Bosnia ed Erzegovina                                                     | Mondiali 2014 - 1º turno                                                 | -                                                                        | 46’                                                                      |
| 9-7-2014                                                                 | San Paolo                                                                | Paesi Bassi                                                              | 0 – 0 dts (2 – 4 dtr)                                                    | Argentina                                                                | Mondiali 2014 - Semifinale                                               | -                                                                        | 101’                                                                     |
| Totale                                                                   |                                                                          | Presenze                                                                 | 57                                                                       |                                                                          | Reti                                                                     | 16                                                                       |                                                                          |

## Palmarès

### Club
- Coppa di Lega inglese: 1

Liverpool: 2011-2012
- Campionato argentino: 1

Newell's Old Boys: Final 2013
- Primera División Profesional de Uruguay: 2

Peñarol: 2017, 2018
- Supercopa Uruguaya: 1

Peñarol: 2018

### Nazionale
- Campionato mondiale Under-20: 1

Argentina 2001

### Individuale
- Calciatore argentino dell'anno: 1

2013